# Gollion
Gollion är en ort och kommun i distriktet Morges i kantonen Vaud, Schweiz. Kommunen har 1 073 invånare (2023).